# 1884 v športu
1884 v športu.

## Bejzbol
- Prva World Series - Providence NL premagajo New York AA s 3-0 v tekmah
- Ned Williamson zadene 27 homerunov za Chicago White Stockings, s čimer postavi rekord, ki zdrži še 35 let. Praktično podvojil je rekord Harryja Stoveyja iz prejšnje sezone, ki je zadel 14 homerunov.

## Golf
- Odprto prvenstvo Anglije - zmagovalec Jack Simpson

## Konjske dirke
- 16. maj: Kentucky Derby - zmagovalec Buchanan

## Nogomet
- FA Cup - v Glasgowu Blackburn Rovers premagajo Queen's Park z 2-1
- Ustanovljen je Leicester City F.C.

## Kanadski nogomet
- Ustanovljena je Canadian Rugby Football Union, prednica Canadian Football League

## Veslanje
- Regata Oxford-Cambridge - zmagovalec Cambridge

## Dogodki
- Zgrajena steza Cresta Run za skeleton
- Ustanovljena Gaelic Athletic Association z namenom promocije hurlinga in gelskega nogometa

## Rojstva
- 1. februar — Candy Jim Taylor, igralec in trener v bejzbolski ligi Negro League († 1948)
- 8. februar — Reginald Baker, avstralski atlet, promotor športa in filmski igralec († 1953)
- 29. februar — Frederick Grace, angleški boksar v lahki kategoriji († 1964)
- 2. junij — Ferdinando Minoia, italijanski vrhunski dirkač († 1940)
- 3. avgust — Georges Boillot, francoski dirkač v Grand Prixu († 1916)
- 4. avgust — Henri Cornet, francoski vrhunski kolesar († 1941)
- 4. avgust — Jacobus Hoogveld, nizozemski atlet († 1948)
- 31. december — Edgar Page, britanski igralec hokeja na travi († 1956)